# Saratamata
Saratamata es la capital de la provincia de Penama, Vanuatu. Está situada en la costa este de la isla de Ambae. 
Hay un par de tiendas minoristas, un restaurante, una casa de huéspedes y un mercado local que vende productos agrícolas locales. Saratamata es servida por un pequeño aeródromo ubicado en el cercano asentamiento de Longana con vuelos domésticos regulares a Port Vila y Luganville operados por Air Vanuatu.
- Datos: Q1980393